# Mesostenus cingulatellus
Mesostenus cingulatellus är en stekelart som beskrevs av Costa 1886. Mesostenus cingulatellus ingår i släktet Mesostenus och familjen brokparasitsteklar. Inga underarter finns listade i Catalogue of Life.